# Famille van Dievoet (baron)
 (novembre 2012).
Si vous disposez d'ouvrages ou d'articles de référence ou si vous connaissez des sites web de qualité traitant du thème abordé ici, merci de compléter l'article en donnant les références utiles à sa vérifiabilité et en les liant à la section « Notes et références ».
Ne doit pas être confondu avec la famille Van Dievoet de Bruxelles ni avec les familles Vandievoet
La famille van Dievoet faisant partie de la noblesse belge, est une vieille famille paysane flamande établie du XVIIème au début du XXème siècle dans le Brabant flamand, au Pajottenland, dans les villages de Liedekerke, Wambeek, Ternat, Lombeek-Sainte-Catherine, et qui fut anoblie en 1967 en la personne d'Émile, baron van Dievoet (1886-1967), ministre de la Justice membre du parti catholique et personnalité du mouvement flamand.

## Membres de cette famille
- Baron Émile van Dievoet, ministre flamand de la Justice.
- Jonkheer Walter van Dievoet, né à Louvain le 24 juin 1931 et mort le 6 février 2023, ingénieur civil, spécialiste de l'histoire de l'orfèvrerie ancienne et membre de l'Académie d’histoire de l’orfèvrerie en Belgique, fils du baron Émile.
- Jonkheer Guido van Dievoet, né à Louvain le 12 octobre 1924, professeur à la Katholieke Universiteit Leuven et historien du droit, fils du baron Émile.
- Jonkheer Michel van Dievoet, avocat au barreau flamand de Bruxelles, né à Louvain le 3 mars 1953, fils de Guido.
- Jonkheer Filip van Dievoet (lire en ligne[3] : ), avocat au barreau flamand de Bruxelles, né à Louvain le 5 août 1980, fils de Michel.
- La cinéaste Valérie Baeyens, petite-fille de Guido van Dievoet est l'auteur de films à base sociologique comme Contraire ayant pour thème le contraste entre deux familles.

## Héraldique
| Armoiries d'Emile, baron van Dievoet | Armoiries d'Emile, baron van Dievoet |
| ------------------------------------ | --- |
|                                      | Ecu: D'argent à une main de justice de gueules, le champ chapé du même, à deux croix ancrées du premie Couronne: couronne de baron, uniquement pour Émile Heaume: d'argent couronné. Lambrequins : d'argent et de gueules. Cimier: une croix de l'écu. Devise : Houd voet bij stuk, d'argent sur un listel de gueules. Supports : deux lions d'or, armés et lampassés de gueules. Note: Les membres de cette famille portent actuellement le titre d'écuyer/Jonkheer. |

## Généalogie
I. Pierre Van Dievoet, baptisé à Haren le 23 décembre 1658, s'identifie peut-être avec le Pierre Van Dievoet qui épousa à Bruxelles, église Sainte-Catherine le 1er avril 1679 (tt. Antonius Van Dievoet et Joannes De Bontriddere), Maria Boxius ou Boecsius, baptisée à Okegem le 23 mars 1655, décédée à Liedekerke en 1733. Ils eurent les enfants suivants baptisés à Liedekerke (église Saint-Nicolas) :
1) Jean Dievoet, 20 janvier 1680.
1) Marguerite Van Dievoet, 19 septembre 1682, décédée en 1770, épousa en 1716 Josse Costens.
2) Guillaume (Willem) Dievoet, 11 octobre 1684.
3) François (Frans) Van Dievoet, 2 mars 1687, suit sous II.
4) Gilles (Egidius) Dievoet, 20 août 1689.
5) Anne Van Dievoet, 14 octobre 1690
6) Christian Dievoet, 3 février 1694.
II. François Van Dievoet, baptisé à Liedekerke (église Saint-Nicolas) le 2 mars 1687, enterrement à Wambeek le 13 mars 1743, épousa à Wambeek (église Saint Rémy) le 15 février 1711, Barbe Trullemans, enterrement à Wambeek le 17 février 1771. Ils eurent les enfants suivants tous nés à Wambeek et baptisés dans l'église Saint Rémy :
1) Pierre Van Dievoet, 29 novembre 1711.
2) Marie Van Dievoet, 18 mars 1713.
3) André Van Dievoet, 1er décembre 1714.
4) Gertrude Van Dievoet, 27 février 1717.
5) Frans Van Dievoet, 30 avril 1718.
6) Josse Van Dievoet, 21 septembre 1721, suit sous III.
7) Marie Van Dievoet, 4 septembre 1723.
III. Josse Van Divoet, baptisé le 21 septembre 1721 à Wambeek (église Saint Rémy), épousa le 22 août 1746 à Ternat (église Sainte Gertrude) Marie Sergonie. Ils eurent les enfants suivants nés à Ternat et baptisés dans l'église Sainte Gertrude.
1) Barbe (Barbara) Van Dievoet, 13 mai 1749.
2) Josse (Van) Dievoet, 8 août 1752, suit sous IV.
3) Jacques Van Dievoet, 8 février 1754, suit sous BRANCHE IV bis.
4) Petronille Van Dievoet, 21 décembre 1755.
5) Jean-Baptiste Van Dievoet, 6 janvier 1758.
IV. Josse Van Dievoet, né à Ternat le 8 août 1752 et y décédé le 7 mai 1795, épousa le 30 mai 1778 à Ternat (tt. Petrus Cornelius Platteau et Josse Van Divoet), Petronille Leemans, baptisée à Lennik-Saint-Martin (église Saint Martin) le 6 avril 1745 (ss. Guillelmus De Vogel et Petronilla Nils), fille de Pierre Leemans et Jeanne Heijlens, et décédée à Ternat le 17 novembre 1808.
1) Jeanne Van Dievoet, cultivatrice, née le 4 mars 1779 à Ternat, épousa en 1ères noces Jean Baptiste Renders, fils de Michel Renders et Maria Van den Eynde, décédé le 5 janvier 1816 à Lombeek-Notre-Dame, et en 2des noces, épousa le 5 février 1817 à Lombeek-Notre-Dame, Jean Baptiste Giets, domestique, né le 19 avril 1792 à Lennik-Saint-Quentin, fils de Jean Gits, cultivateur, né en 1759 et de Philippine Pannis (1752-1823).
2) Joanna Catharina Van Divoet ou Vandievoet, landbouwster (cultivatrice), servante, née le 29 octobre 1780 à Ternat, Brabant, décédée après 1831, mariée le 21 novembre 1804 à Ternat avec Pierre Antoine Vanderheyden, landbouwer (cultivateur), domestique, né le 13 février 1783 à Ternat, Brabant, décédé après 1831, fils de Judocus Vanderheyden, cultivateur et d'Anna Maria Vandecruys
3) Joannes Baptist Van Dievoet, né le 26 janvier 1783 à Ternat. Suit sous V.
V. Joannes Baptista Van Dievoet, cultivateur, né le 26 janvier 1783 à Ternat épousa à Lombeek-Sainte-Catherine le 11 avril 1803, Catherine Rogiers, née le 29 novembre 1768 à Lombeek-Sainte-Catherine, fille de Philippe Rogiers et Jeanne Marie Van Ransbeeck
VI. Jan Van Dievoet, né à Lombeek-Sainte-Catherine le 20 octobre 1806 décédé le 21 novembre 1852 à Lombeek-Sainte-Catherine x Anna Catharina De Smet, landbouwster (cultivatrice), décédée le 9 juillet 1884, qui se remaria avec Daniel Schets, hoefsmid (maréchal-ferrant), fille de Guilielmus De Smet et Joanna Waterkeyn.
1) Antoine Van Dievoet, qui suit III.
2) Petrus Josephus Van Dievoet, landbouwer (cultivateur), né le 12 novembre 1850 à Lombeek-Sainte-Catherine, x Asse le 14 juillet 1886 Joanna Metsler, landbouwster (cultivatrice), fille de Joannes Baptista Metsler, landbouwer (cultivateur) résident à Asse et de Joanna Catharina De Smedt, landbouwster (cultivatrice).
VII. Antoine Van Dievoet, hoefsmid (maréchal ferrant), né à Lombeek-Sainte-Catherine x à Lombeek-Sainte-Catherine le 21 janvier 1880, Coleta Eylenbosch, herbergiester, veuve de Carolus Ludovicus De Paduwa (12 février 1848 à Lombeek-Sainte-Catherine et y décédé à trente ans le 23 mai 1879), née à Lombeek-Sainte-Catherine le 13 avril 1850, fille de Joannes Eylenbosch, décédé à Lombeek-Sainte-Catherine et de Joanna Catharina Verhulst ; petite fille de Cornelis Eylenbosch et de Anna Maria Jans ainsi que de Martinus Franciscus Verhulst et de Maria Anna Ceuppens. Carolus Ludovicus De Paduwa est le frère de l'abbé Jean De Paduwa, né à Wambeek le 29 janvier 1837 et décédé le 20 juillet 1906, curé à l'église Saint-Vincent d'Evere, sous l'impulsion de qui a été construite l'église Saint-Joseph à Evere et qui a donné son nom à la place Jean De Paduwa à Evere.
VIII. Baron Émile van Dievoet, ministre de la Justice, né le 10 juin 1886 à Lombeek-Sainte-Catherine et décédé le 24 juin 1967 à Louvain. Docteur en droit et docteur en sciences politiques et sociales, il est aussi docteur honoris causa des universités d'Utrecht et de Nimègue. Il épousa à Louvain le 16 septembre 1919, Eugénie Bulens  née à Louvain le 12 mai 1895 et y décédée le 30 juillet 1981, fille de Henri-Antoine Bulens et de Marie Deschreyver. Dont quatre garçons :
1) Jonkheer Frans van Dievoet, ingénieur technicien, né à Louvain le 9 juillet 1920, y décédé le 4 janvier 1991.
2) Jonkheer Paul Van Dievoet, notaire à Wespelaar, né à Louvain le 31 mars 1922, épousa à Wilsele le 11 février 1956, Madeleine Verlaenen, née à Wilsele le 6 janvier 1925, fille de Philippe-Alphonse Verlaenen et de Maria-Irma Decuber. Dont postérité. 
3) Jonkheer Guido van Dievoet, docteur en droit, professeur à la Katholieke universiteit te Leuven, né à Louvain le 12 octobre 1924, épousa à Bruges le 15 mai 1951, Thérèse De Keukelaere, docteure en droit, née à Bruges le 17 février 1927, fille de Joseph-Victor De Keukelaere, président du tribunal de première instance de Bruges, et de Valérie Cauwe. Dont postérité.
4) Jonkheer Walter van Dievoet, ingénieur civil, spécialiste de l'histoire de l'orfèvrerie ancienne et membre de l'Académie d’histoire de l’orfèvrerie en Belgique, né à Louvain le 24 juin 1931 et mort célibataire le 6 février 2023.

### Branche

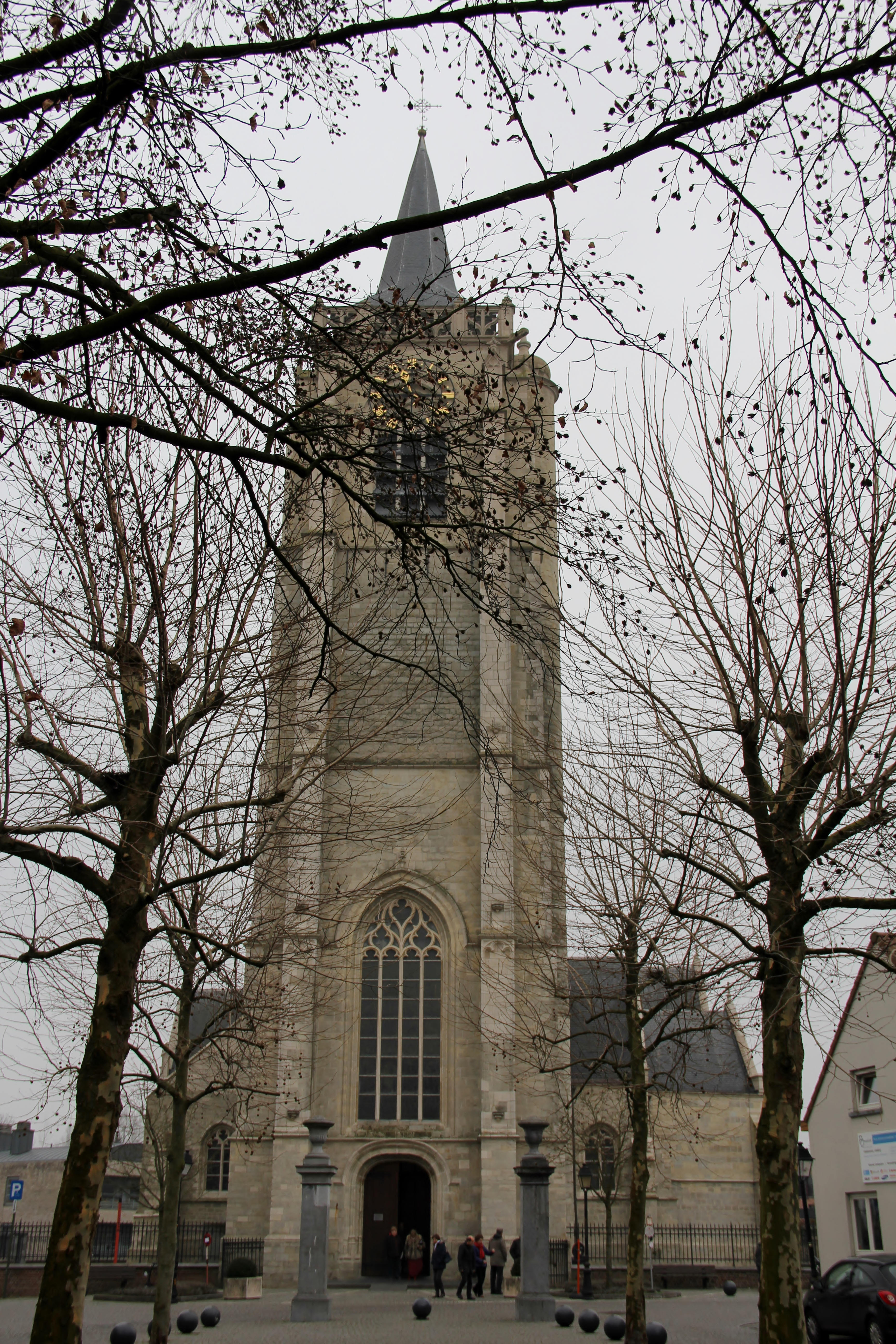
L'église Sainte-Gertude à Ternat.

IV bis) Jacques Van Dievoet, 8 février 1754, épousa Jeanne Van den Bosch, d’Ockegem. Ils eurent les enfants suivants nés à Ternat et baptisés dans l'église Sainte Gertrude.
1) Jacques Van Dievoet, baptisé à Ternat le 14 janvier 1778 (ss. Jacques Van den Bosch et Barbara Van Divoet)
2) Josse Van Dievoet, 17 septembre 1779 (acte 11), suit sous V bis.
3) Anne Catherine Van Dievoet, 30 mars 1781 (acte 37)
4) Anne Marie Van Dievoet, 28 avril 1783 (acte 73)
5) Christiane Van Dievoet, 8 mars 1786 (acte 120)
6) Charles Van Dievoet, 18 mai 1787 (acte 139)
7) Antoine Van Dievoet, 13 mars 1789 (acte 167)
8) Gilles (Egidius) Van Dievoet, 21 février 1791 (acte 199)
9) Pierre Van Dievoet, 1er juin 1792 (acte 222)
V bis) Josse Van Dievoet, cultivateur, né à Ternat, domicilié à Ternat puis à Zellik, département de la Dyle, décédé le 16 mai 1832 à Zellik, âgé de 54 ans, épousa Anne-Marie Van Ieghem, journalière, cultivatrice (landbouwster) en 1832, demeurant à Ternat en 1841, décédée le 21 juin 1846 à Ternat. Dont :
1) Jacques Van Dievoet, journalier, né à Ternat vers 1805, demeurant à Molenbeek-Saint-Jean, épousa à Molenbeek-Saint-Jean le 15 avril 1847, Jeanne-Catherine Buelens, journalière, née à Rossem, veuve de Zacharie De Pauw, décédé à Koekelberg le 3 juin 1846, fille de Corneille Buelens, décédé le 24 février 1836 à Wolvertem et de Barbe Bogaerts, décédée le 18 janvier 1828 à Merchtem.
2) Jeanne Van Dievoet, née à Ternat vers 1808, servante, épousa en premières noces Guillaume Van Malderen, décédé à Molenbeek-Saint-Jean le 2 décembre 1843, et en secondes noces à Ganshoren le 18 avril 1845, Jean-Baptiste Walravens, journalier, né à Lennik-Saint-Quentin, veuf d'Anne Catherine Blogie, fils de Pierre Walravens, cultivateur à Lennik-Saint-Quentin, et de Marie-Anne Vanderperre.
3) Jean-François Van Dievoet, né le 29 janvier 1810, suit sous VI bis.
4) Victor Van Dievoet, domestique, né vers 1819.
5) Philippe Van Dievoet, journalier, né à Ternat le 30 juin 1823, épousa à Molenbeek-Saint-Jean le 14 juin 1852, Marie Thérèse Austraete, journalière, née à Sint-Gorik-Oudenhove, le 10 février 1819, fille de Charles Austraete et Albert De Marteleer.
VI bis) Jean-François Van Dievoet, domestique (dienstbode) (1841), journalier (1856), né le 29 janvier 1810 à Ternat, décédé le 25 août 1856 à Molenbeek-Saint-Jean (Bruxelles), épousa à Itterbeek le 19 mai 1841, Marie Élisabeth Van Eeckhout, journalière, née le 5 juillet 1813, à Itterbeek et morte le 16 octobre 1875 à Molenbeek-Saint-Jean, fille de François Van Eeckhout, agriculteur (landbouwer) à Ittebeek et de Marie Anne Wauters décédée le 11 septembre 1831 à Itterbeek. Dont : 
1) Jeanne Marie Van Dievoet,  repasseuse, née le 12 décembre 1844 à Molenbeek-Saint-Jean (Bruxelles), épousa le 20 janvier 1868 à Molenbeek-Saint-Jean, Jean Baptiste Rooman, mouleur en fer, né le 25 août 1844 à Molenbeek-Saint-Jean (Bruxelles), fils de Pierre Rooman (1808-1858) et de Marie Louise De Coster, ménagère.
2) Victor Van Dievoet, mouleur en fer (1868), né vers 1847
3) Jean-Baptiste Vandievoet, épousa à Paris (publications du 11 janvier 1874), Isabelle-Jeanne Plattière. (Faubourg Saint-Antoine 140).
4) Philippe Van Dievoet, suit sous VII bis.
VII bis) Philippe Van Dievoet, ébéniste, demeurant à Paris, rue du Faubourg Saint-Antoine, 120, né à Molenbeek-Saint-Jean le 15 décembre 1862, épousa à Paris le 15 septembre 1877, Caroline Céline Delsaert, demeurant à Paris, rue du Faubourg Saint-Antoine, 6, née à Paris le 14 mars 1860, fille de Corneille Delsaert et de Céline Boulon, tous deux marchands de vin. Dont :
VIII bis) Léon Van Dievoet, né à Paris le 2 novembre 1880 (acte 2890).

## Pour approfondir

### Filmographie
- Informations concernant le film Contraire par la cinéaste Valérie Baeyens, petite fille du Jonkheer van Dievoet et concernant sa famille maternelle van Dievoet et paternelle[13]. La notice introductrice du film écrite en anglais nous le décrit ainsi : "Contraire is a documentary short about two families from different social backgrounds. While the relatives are unable to live together, the four children keep the families allied forever. Contraire is director Valérie Baeyens’ personal story. Her mother's family belongs to the Belgian nobility while her father's is a typical middle class family. Baeyens interviewed her parents and grandparents about their difficulties with each other." [14]